# Rajon Skadowsk
Der Rajon Skadowsk (ukrainisch Скадовський район/Skadowskyj rajon; russisch Скадовский район/Skadowski rajon) ist ein Rajon in der Oblast Cherson im Süden der Ukraine. Zentraler Ort des Rajons ist die namensgebende Stadt Skadowsk.

## Geschichte
Der Rajon Skadowsk wurde 1923 gegründet. Nach der Besetzung durch deutsche Truppen wurde das Rajonsgebiet 1942 in das Reichskommissariat Ukraine eingegliedert und lag hier im Generalbezirk Krim (Teilbezirk Taurien), Kreisgebiet Aleschki. Nach dem Ende des Zweiten Weltkriegs kam es als Ukrainische SSR wieder zur Sowjetunion. Seit 1991 ist das Gebiet ein Teil der heutigen Ukraine.
Am 17. Juli 2020 kam es im Zuge einer großen Rajonsreform zur Auflösung des alten Rajons und einer Neugründung unter Vergrößerung des Rajonsgebietes um die Rajone Hola Prystan und Kalantschak sowie die bis dahin unter Oblastverwaltung stehende Stadt Hola Prystan.

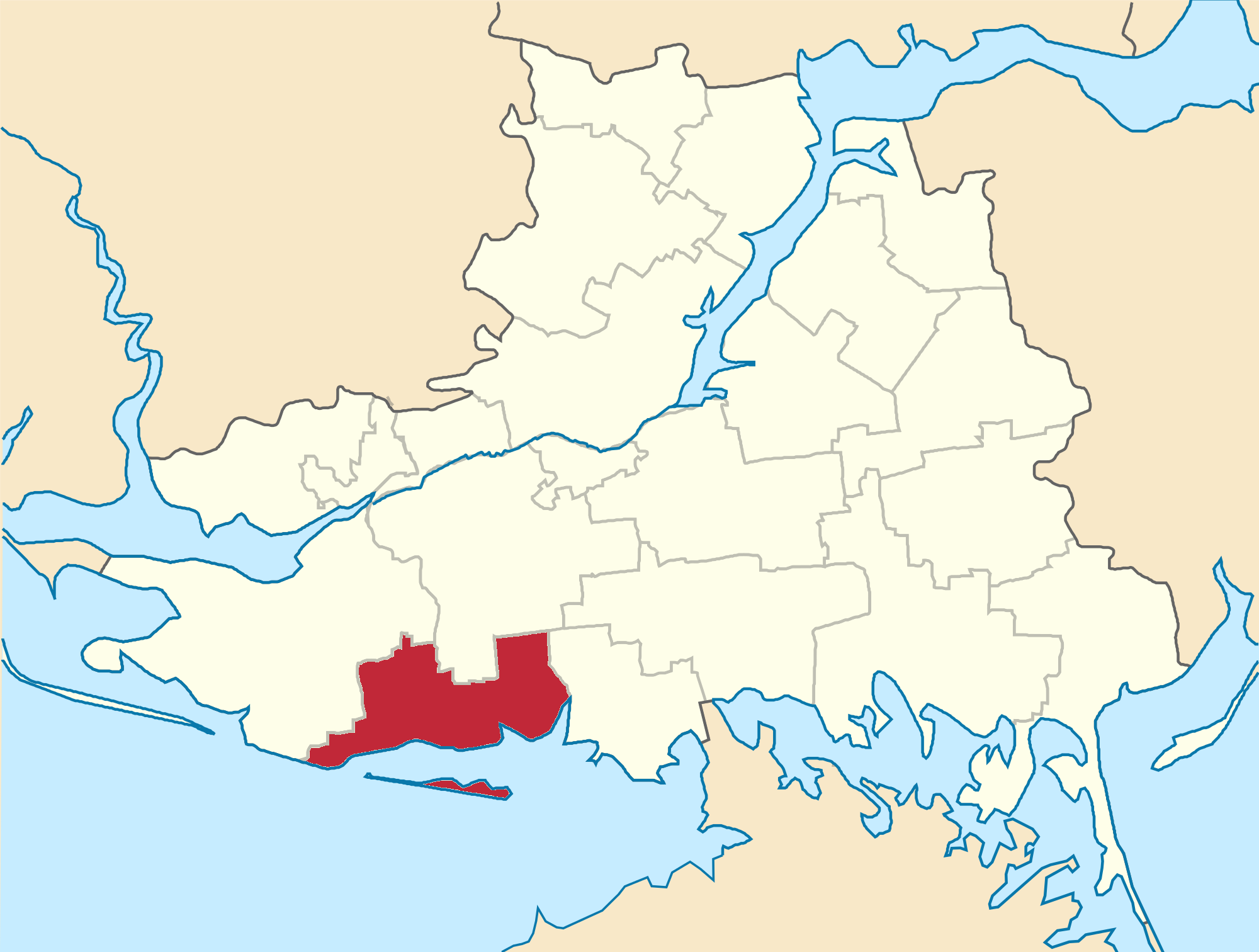
Rajon Skadowsk bis Juli 2020
Rajonsgebiet ab Juli 2020

## Geographie
Der Rajon grenzt im Süden inklusive der Insel Dscharylhatsch an das Schwarze Meer, wird von mehreren Kanälen wie dem Nord-Krim-Kanal und dem Krasnosnamjanka-Kanal  durchflossen und geht im Norden in die ukrainische Steppenlandschaft über.
Er grenzt im Norden an den Rajon Cherson, im Osten an den Rajon Kachowka, im Südosten an die Autonome Republik Krim, im Süden und Westen an das Schwarze Meer sowie im Nordwesten an den Rajon Mykolajiw.
Das Gebiet ist sehr flach mit Höhenlagen zwischen 5 und 35 Metern und wird durch das Schwarzmeertiefland geprägt.

## Administrative Gliederung
Auf kommunaler Ebene ist der Rajon in 9 Hromadas (2 Stadtgemeinde, 3 Siedlungsgemeinden und 4 Landgemeinden) unterteilt, denen jeweils einzelne Ortschaften untergeordnet sind.
Zum Verwaltungsgebiet gehören:
- 2 Städte
- 3 Siedlungen städtischen Typs
- 93 Dörfer
- 16 Ansiedlungen

Die Hromadas sind im Einzelnen:
- Stadtgemeinde Skadowsk
- Stadtgemeinde Hola Prystan
- Siedlungsgemeinde Kalantschak
- Siedlungsgemeinde Lasurne
- Siedlungsgemeinde Myrne
- Landgemeinde Bechtery
- Landgemeinde Dolmatiwka
- Landgemeinde Nowomykolajiwka
- Landgemeinde Tschulakiwka

Bis Juli 2020 war der Rajon in eine Stadtratsgemeinde, eine Siedlungsratsgemeinde und 13 Landratsgemeinden unterteilt, denen jeweils einzelne Ortschaften untergeordnet waren.
Zum Verwaltungsgebiet gehörten:
- 1 Stadt
- 1 Siedlungen städtischen Typs
- 28 Dörfer
- 9 Siedlungen

### Stadt
| Städte                   | Städte     | Städte   |
| Name                     | Name       | Name     |
| ukrainisch transkribiert | ukrainisch | russisch |
| ------------------------ | ---------- | -------- |
| Skadowsk                 | Скадовськ  | Скадовск |

### Siedlungen städtischen Typs
| Siedlungen städtischen Typs | Siedlungen städtischen Typs | Siedlungen städtischen Typs |
| Name                        | Name                        | Name                        |
| ukrainisch transkribiert    | ukrainisch                  | russisch                    |
| --------------------------- | --------------------------- | --------------------------- |
| Lasurne                     | Лазурне                     | Лазурное (Lasurnoje)        |

### Dörfer und Siedlungen
| Dörfer                              | Dörfer                        | Dörfer                                                      | Dörfer            |
| Name                                | Name                          | Name                                                        | Gemeindezuordnung |
| ukrainisch transkribiert            | ukrainisch                    | russisch                                                    | Gemeindezuordnung |
| ----------------------------------- | ----------------------------- | ----------------------------------------------------------- | ----------------- |
| Andrijiwka                          | Андріївка                     | Андреевка (Andrejewka)                                      | Uljaniwka         |
| Bilenke                             | Біленьке                      | Беленькое (Belenkoje)                                       | Mychajliwka       |
| Chatky                              | Хатки                         | Хатки (Chatki)                                              | Oleksandriwka     |
| Dariwka                             | Дарівка                       | Даровка (Darowka)                                           | Tarassiwka        |
| Hostropodoljanske                   | Гостроподолянське             | Остроподолянское (Ostropodoljanskoje)                       | Schyroke          |
| Karabulat (bis 2016 Leninskoje)     | Карабулат (Ленінське)         | Карабулат/Ленинское (Leninskoje)                            | Mychajliwka       |
| Krasne                              | Красне                        | Красное (Krasnoje)                                          | Krasne            |
| Lymanske                            | Лиманське                     | Лиманское (Limanskoje)                                      | Wolodymyriwka     |
| Mala Androniwka                     | Мала Андронівка               | Малая Андроновка (Malaja Andronowka)                        | Schewtschenko     |
| Malooleksandriwka                   | Малоолександрівка             | Малоалександровка (Maloalexandrowka)                        | Oleksandriwka     |
| Mychajliwka                         | Михайлівка                    | Михайловка (Michailowka)                                    | Mychajliwka       |
| Mykolajiwka                         | Миколаївка                    | Николаевка (Nikolajewka)                                    | Oleksandriwka     |
| Nowomykolajiwka                     | Новомиколаївка                | Новониколаевка (Nowonikolajewka)                            | Nowomykolajiwka   |
| Noworossijske                       | Новоросійське                 | Новороссийское (Noworossijskoje)                            | Wolodymyriwka     |
| Nowosilka                           | Новосілка                     | Новосёлка (Nowosjolka)                                      | Mychajliwka       |
| Nowoukrajinka                       | Новоукраїнка                  | Новоукраинка (Nowoukrainka)                                 | Tarassiwka        |
| Petriwka                            | Петрівка                      | Петровка (Petrowka)                                         | Schewtschenko     |
| Promin                              | Промінь                       | Проминь                                                     | Mychajliwka       |
| Prymorske                           | Приморське                    | Приморское (Primorskoje)                                    | Prymorske         |
| Oleksandriwka (bis 2016 Ptachiwka)  | Олександрівка (Птахівка)      | Александровка (Alexandrowka)/Птаховка (Ptachowka)           | Oleksandriwka     |
| Radisne (bis 2016 Komunariwka)      | Радісне (Комунарівка)         | Радостное (Radostnoje)/Коммунаровка (Kommunarowka)          | Blahodatne        |
| Schewtschenko                       | Шевченко                      | Шевченко                                                    | Schewtschenko     |
| Schyroke                            | Широке                        | Широкое (Schirokoje)                                        | Schyroke          |
| Tarassiwka                          | Тарасівка                     | Тарасовка (Tarassowka)                                      | Tarassiwka        |
| Trud                                | Труд                          | Труд                                                        | Mychajliwka       |
| Uljaniwka                           | Улянівка                      | Ульяновка (Uljanowka)                                       | Uljaniwka         |
| Welyka Androniwka                   | Велика Андронівка             | Великая Андроновка (Welikaja Andronowka)                    | Schyroke          |
| Wolodymyriwka                       | Володимирівка                 | Владимировка (Wladimirowka)                                 | Wolodymyriwka     |
| Siedlungen                          |                               |                                                             |                   |
| Antoniwka                           | Антонівка                     | Антоновка (Antonowka)                                       | Antoniwka         |
| Blahodatne (bis 2016 Radhospne)     | Благодатне (Радгоспне)        | Благодатное (Blagodatnoje)/Радгоспное (Radgospnoje)         | Blahodatne        |
| Hruschiwka                          | Грушівка                      | Грушёвка (Gruschjowka)                                      | Blahodatne        |
| Oserne                              | Озерне                        | Озёрное (Osjornoje)                                         | Antoniwka         |
| Petropawlika (bis 2016 Komsomolske) | Петропавлівка (Комсомольське) | Петропавловка (Petropawlowka)/Комсомольское (Komsomolskoje) | Blahodatne        |
| Selene                              | Зелене                        | Зелёное (Seljonoje)                                         | Radhospne         |
| Stepne                              | Степне                        | Степное (Stepnoje)                                          | Krasne            |
| Tawrija                             | Таврія                        | Таврия                                                      | Tawrija           |
| Wyschnewe                           | Вишневе                       | Вишнёвое (Wischnjowoje)                                     | Tawrija           |